# Trioza harteni
Trioza harteni är en insektsart som beskrevs av Jennifer L. Hollis 1984. Trioza harteni ingår i släktet Trioza och familjen spetsbladloppor.
Artens utbredningsområde är Angola. Inga underarter finns listade i Catalogue of Life.